# Icelandic New Energy
Icelandic New Energy Ltd (Íslensk NýOrka ehf) é uma empresa que promove o uso do hidrogênio como combustível na Islândia desde 1999, quando foi criada.